# Службени гласник царског и краљевског окружног заповедништва у Ужицу
Amtsblatt односно Службени гласник царског и краљевског Окружног заповедништва у Ужицу је лист аустроугарске окупационе власти - Крајскоманде у Ужицу за време Првог светског рата. Владин гласник (такође познат као службени лист, службени часопис, службене новине, званични монитор или службени билтен) је периодична публикација која је овлашћена да објављује јавна или правна обавештења. Обично се успоставља статутом или службеном акцијом, а објављивање обавештења у оквиру њега, било од стране владе или приватне странке, обично се сматра довољним за испуњавање законских услова за јавно обавештење.

## Историјат
Ратни услови диктирају посебан режим живота локалног становништва који мора бити уређен званичним саопштењима. Званично гласило у окупираном Ужицу био је Amts Blatt: Службени гласник царског и краљевског Окружног заповедништва у Ужицу који је излазио од 01. августа 1916.(бр.1) до 15. септембра 1918 (бр.52) и штампан је у штампарији царског и краљевског заповедништва у Ужицу. Изашла су укупно 52 броја. 
Почетком новембра 1915. почела је окупација ужичког краја и трајала до октобра 1918. У периоду од 1916. до 1918, колико је излазио Amts Blatt садржао је обавезе грађанства према држави: предаја оружја, забрана ношења српских униформи (капа), ограничавање пословања, забрана свадби, ценовник за продају на мало, исплаћивање купона аустријских и угарских ратних зајмова, издавање нових банкнота, куповина у туђим окрузима, спречавање заразних болести, кулучење, надлежност општинских судова, објаве путовања у иностранство... Једна од сталних рубрика била је о преступима и казнама која се односила на : новчане глобе, конфискације, принудни рад, узимање талаца, хапшења и затварања, робијања и тамничења, смртне казне.

## Народна библиотека Ужице
Гласник се чува у Народној библиотеци Ужице. Гласник је изванредан извор података на различите теме које доприносе разумевању опште атмосфере времена изузетно значајног за српску историју и судбину српског народа. 

## Дигитализација
Због значаја који има за културну баштину Србије, дигитализован је и може се претраживати по годинама, језицима (српски, хрватски, немачки) и писмима (ћирилица и латиница). Дигитализован посебно је намењен истраживачима, научним и стручним радницима, али и студентима, ђацима и свим заинтересованим корисницима С обзиром на време које обрађује посебно је интересантан за наставу историје и грађанског васпитања.